# ولسوالی شبرغان
ولسوالی شبرغان (به انگلیسی: Shibirghan District) به مرکزیت شهر شبرغان یکی از ولسوالی‌های ولایت جوزجان در شمال افغانستان است. جمعیت آن در سال ٢٠٢٠ میلادی، ١٩٢٬٧٢۴ نفر اعلام شده‌است. این ولسوالی از غرب با ولایت فاریاب، از شمال با ولسوالی خواجه دوکوه، از شرق با ولسوالی آقچه و ولایت سرپل هم مرز است. فرودگاه شبرغان هم بین شهر شبرغان و ولسوالی آقچه واقع شده است. راه‌های اصلی از مرکز ولسوالی به سمت هرات، کابل، اندخوی و مزار شریف وجود دارد. 

## منبع‌ها
1. ↑  «برآورد نفوس کشور:١٣٩٩» (PDF). اداراه احصائیه مرکزی افغانستان. ٢٨ می ٢٠٢٠. بایگانی‌شده از اصلی (PDF) در ۳ ژوئیه ۲۰۲۰. دریافت‌شده در ٢٨ می ٢٠٢١.
2. ↑   «جمعیت‌شناسی و جمعیت ولایت جوزجان» (PDF). هیئت معاونیت ملل متحد در افغانستان. وزارت احیا و انکشاف دهات افغانستان. دریافت‌شده در ۱۲ اسفند ۱۳۹۰.